# Дом Гатуевых

Дом Гатуевых — памятник архитектуры и истории во Владикавказе, Северная Осетия. Выявленный объект культурного наследия России и культурного наследия Северной Осетии. Находится на улице Цаголова, д. 32.

## История
Дом построен на улице Тарской в начале 1894 году осетинским просветителем, священником и будущим настоятелем Осетинской церкви Алексием Гатуевым после его переезда из селения Христиановское во Владикавказ. В этом доме Алексий Гатуев вместе со своей семьёй проживал до своей кончины в 1909 году.
Здесь проживали сыновья Алексия Гатуева, осетинский писатель и общественный деятель Дзахо Гатуев (1892—1912) и советский геолог и деятель культуры Северной Осетии Сергей Алексеевич Гатуев.
В конце XIX — начале XX веков в доме бывал осетинский поэт Коста Леванович Хетагуров, проживавший на этой же улице в доме № 42.
В декабре 1917 года в этом доме скрывался во время контрреволюционного мятежа большевистский деятель Сергей Киров.
В 2003 году на доме была установлена мемориальная доска Дзахо Гатуеву (автор — скульптор Михаил Дзбоев).

## Жители дома
Семья Гатуевых:
- Гатуев, Алексий Георгиевич (1846—1909) — Протоиерей (с 1894), Храм Рождества Пресвятой Богородицы (Владикавказ).
- Гатуев, Дзахо Алексеевич (1892—1938) — осетинский писатель и общественный деятель.
- Гатуев, Сергей Алексеевич (1881—1950) — советский геолог.